# Jordanmatris
Inom matematiken är en Jordanmatris en blockdiagonal matris av Jordanblock, uppkallad efter matematikern Camille Jordan.

## Definition
Ett Jordanblock är en kvadratisk matris som består av nollor förutom i huvuddiagonalen och diagonalen ovanför diagonalen. I huvuddiagonalen finns endast ett tal, och ovanför diagonalen endast ettor, dvs:
{\displaystyle J_{p}={\begin{pmatrix}\lambda &1&0&\cdots &0\\0&\lambda &1&\cdots &0\\0&0&\lambda &\cdots &0\\\vdots &\vdots &\vdots &\ddots &\vdots \\0&0&0&\cdots &1\\0&0&0&\cdots &\lambda \end{pmatrix}}}
En Jordanmatris är en blockdiagonal matris där blocken är Jordanblock, dvs, en Jordanmatris består av nollor, förutom i huvuddiagonalen, där det kan finnas vilka tal som helst, och diagonalen ovanför huvuddiagonalen, där det finns ettor och/eller nollor, en Jordanmatris ser alltså ut som:
{\displaystyle J={\begin{pmatrix}P_{1}&0&\cdots &0\\0&P_{2}&\cdots &0\\\vdots &\vdots &\ddots &\vdots \\0&0&\cdots &P_{n}\end{pmatrix}}}
Där {\displaystyle P_{k}} är Jordanblock. Man kan alltså i en Jordanmatris se att ett nytt Jordanblock börjar då ettorna ovanför diagonalen tar slut. Detta kan också uttryckas som att en Jordanmatris är en direkt summa av Jordanblock, som skrivs:
{\displaystyle J=J_{1}\oplus J_{2}\oplus ...\oplus J_{n}}
Ett exempel på en Jordanmatris är:
{\displaystyle A={\begin{pmatrix}2&1&0&0&0&0\\0&2&0&0&0&0\\0&0&3&1&0&0\\0&0&0&3&1&0\\0&0&0&0&3&0\\0&0&0&0&0&2\end{pmatrix}}}
I matrisen {\displaystyle A} finns tre Jordanblock:
{\displaystyle A_{1}={\begin{pmatrix}2&1\\0&2\end{pmatrix}},A_{2}={\begin{pmatrix}3&1&0\\0&3&1\\0&0&3\end{pmatrix}},A_{3}=2}

## Tillämpningar
Varje kvadratisk matris kan genom basbyte omvandlas till en Jordanmatris, detta brukar kallas Jordans normalform. Diagonaliserbarhet är ett specialfall av Jordans normalform. Värdena på diagonalen i Jordanblocken är då matrisens egenvärden, och man kan se att antalet Jordanblock med samma egenvärde är samma som egenvärdets geometriska multiplicitet.
Jordanblock brukar betraktas för matrisfunktioner, eftersom Jordanmatriser är enkla att handskas med och alla matriser kan omvandlas till en Jordanmatris.